# Tibétain central
 (juin 2023).
Si vous disposez d'ouvrages ou d'articles de référence ou si vous connaissez des sites web de qualité traitant du thème abordé ici, merci de compléter l'article en donnant les références utiles à sa vérifiabilité et en les liant à la section « Notes et références ».
Pour les articles homonymes, voir Tibétain (homonymie).
Le tibétain central, également connu sous les noms que porte la région Dbus (tibétain : དབུས་, Wylie : dbus, pinyin tibétain : wu, THL : ü), le Tsang, qui formaient vers 1642 l'Ü-Tsang (dit Tibet central), est la langue parlée la plus répandue des langues tibétiques et la base du tibétain standard.
Les différentes translittérations, conservent (Translittération Wylie) ou ne conservent pas (Phonétique simplifiée THL) les lettres écrites, mais non-prononcées. la translittération Ü ne conserve que les lettres prononcées dans le dialecte de Lhassa (Tibétain dit standard), wy˧˥˧ʔ (ou [y˧˥˧ʔ]). Tous ces noms sont fréquemment appliqués spécialement au dialecte de prestige (en) de Lhasa.
Il y a de nombreux dialectes tibétains comportant une intelligibilité mutuelle aux côtés de ceux de Lhassa, avec une diversité particulière le long de la frontière avec le Népal :
limi (en) (limirong), mugum (en), dolpo (dolkha), mustang (lowa, lokä), humla, nubri, lhomi, dhrogpai gola, walungchung gola (walungge/halungge), tseku (en), basum (en).
Ethnologue rapporte que le Walungge est très intelligible avec le thudam, Glottolog que le thudam n'est pas une variété distincte. Tournadre (2013) classe le tseku avec le tibétain du Kham.